# Selliguea tafana
Selliguea tafana là một loài thực vật có mạch trong họ Polypodiaceae. Loài này được (C. Chr.) Hovenkamp miêu tả khoa học đầu tiên năm 1998.